# Abigail Adams
Abigail Smith Adams (Weymouth (Massachusetts), 11 november 1744 - Quincy (Massachusetts), 28 oktober 1818) was de vrouw van John Adams en de facto de tweede first lady van de Verenigde Staten, alhoewel die term toen nog niet in gebruik was. Een van de kinderen van Abigail en John, John Quincy Adams, zou de 6e president van de VS worden.

## Jeugd
Abigail was de dochter van William Smith en Elizabeth Quincy. Haar moeder was van goede afkomst en had erg veel aanzien in de Massachusetts Bay Colony.
Abigail kreeg geen echte schoolopleiding. Haar vader bezat een grote bibliotheek van waaruit hij haar en haar zussen Mary (1741-1811) en Elizabeth (bekend als Betsy) les gaf. De meeste opleiding kreeg ze van haar moeder die haar leerde schrijven, lezen en haar de Franse literatuur bijbracht. Als intelligente vrouw voor haar tijd zouden haar ideeën over vrouwenrechten, alhoewel indirect,  een rol spelen in de oprichting van de Verenigde Staten.

## Huwelijk met John Adams
Abigail trouwde in 1764, net voor haar 20ste verjaardag, met John Adams. Het koppel woonde in Braintree alvorens te verhuizen naar Boston. In tien jaar tijd kreeg ze zes kinderen: Nabby (1765-1813), John Quincy Adams (1767-1848), Susanna Boylston (1768-1770), Charles (1770-1800), Thomas Boylston (1772-1832) en Elizabeth (doodgeboren, 1777).
Abigail Adams wordt tegenwoordig herdacht voor de vele brieven die ze aan haar man schreef tijdens zijn verblijf in Philadelphia. Deze brieven zijn van waarde door de kijk op de Amerikaanse Onafhankelijkheidsoorlog. John zocht vaak raad bij zijn vrouw en hun brieven staan vol intellectuele discussies over de regering en politiek. Maar een verzoek van Abigail aan haar man om in de grondwet van de Verenigde Staten een plaats in te ruimen voor de rechten van vrouwen, vond bij haar echtgenoot weinig begrip. Stukken uit de brieven zijn gebruikt in de Broadway musical 1776 en in de film uit 1972 over dat jaar.

## First lady

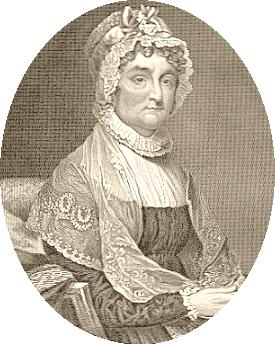
Abigail Adams

Nadat John Adams president werd in 1797 werd Abigail de first lady van het land; ze was goed bevriend met haar voorgangster Martha Washington. Ze werd de eerste gastvrouw van het nog niet afgewerkte Witte Huis. Abigail verklaarde dat het ijskoud was in het huis en dat er constant vuur moest aangemaakt worden om het te verwarmen.
Nadat president Adams niet voor een tweede termijn verkozen werd, ging het echtpaar op pensioen in Quincy. Ze volgde de politieke carrière van haar zoon John Quincy Adams wel op de voet. Dat hij president werd, maakte ze niet meer mee: in 1818 overleed ze aan buiktyfus. Haar man John overleed acht jaar later. Abigail Adams ligt begraven in de grafkelder van de United First Parish Church in Quincy, naast haar man, haar zoon John Quincy Adams en diens vrouw Louisa.
Haar biografie verscheen ook in het naslagwerk A Woman of the Century uit 1893.
Martha Washington ·
Abigail Adams ·
Martha Jefferson Randolph ·
Dolley Madison ·
Elizabeth Kortright Monroe ·
Louisa Adams ·
Emily Donelson ·
Sarah Yorke Jackson ·
Angelica Van Buren ·
Anna Harrison ·
Letitia Tyler ·
Priscilla Tyler ·
Julia Tyler ·
Sarah Polk ·
Margaret Taylor ·
Abigail Fillmore ·
Jane Pierce ·
Harriet Lane ·
Mary Lincoln ·
Eliza Johnson ·
Julia Grant ·
Lucy Hayes ·
Lucretia Garfield ·
Mary McElroy ·
Rose Cleveland ·
Frances Cleveland ·
Caroline Harrison ·
Mary Harrison McKee ·
Ida McKinley ·
Edith Roosevelt ·
Helen Taft ·
Ellen Wilson ·
Edith Wilson ·
Florence Harding ·
Grace Coolidge ·
Lou Hoover ·
Eleanor Roosevelt ·
Bess Truman ·
Mamie Eisenhower ·
Jacqueline Kennedy ·
Lady Bird Johnson ·
Pat Nixon ·
Betty Ford ·
Rosalynn Carter ·
Nancy Reagan ·
Barbara Bush ·
Hillary Clinton ·
Laura Bush ·
Michelle Obama ·
Melania Trump ·
Jill Biden ·
Melania Trump
- Bibsys: 97043693
- Bibliothèque nationale de France: cb120500772 (data)
- Gemeinsame Normdatei: 118646923
- International Standard Name Identifier: 0000 0001 0884 7335
- Library of Congress Control Number: n79142790
- MusicBrainz: 05b82044-03b2-441a-8f05-7dfb91fdab09
- National Archives and Records Administration: 10581010
- Nationale Bibliotheek van Israël: 987007257464405171
- Nationale Bibliotheek van Polen: a0000002548552
- Nederlandse Thesaurus van Auteursnamen: 067486746
- SNAC: w6z14062
- Système universitaire de documentation: 028723538
- Trove: 784733
- Union List of Artist Names: 500091068
- Virtual International Authority File: 32015075
- WorldCat: E39PBJwddkqY3KpKryrJxgVt8C